# Lumper und Splitter

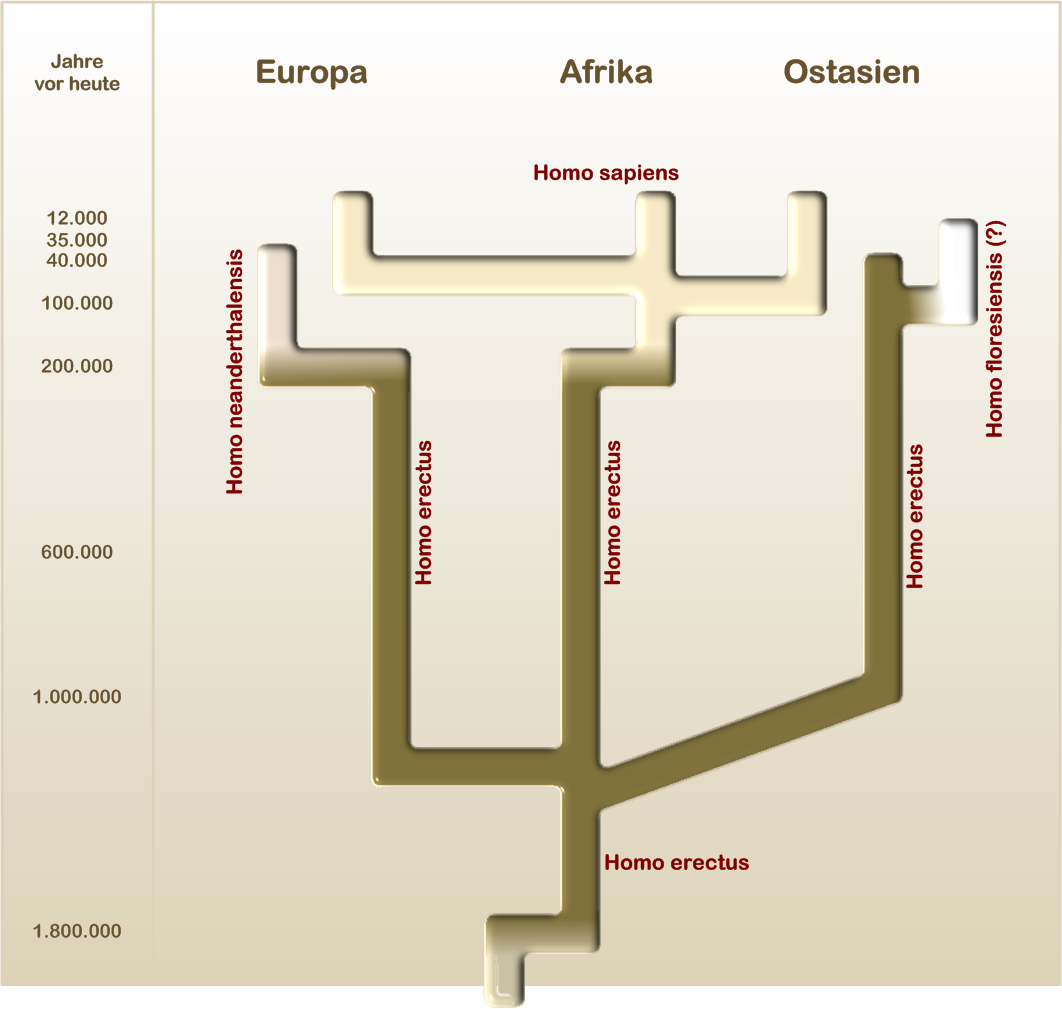
Ausbreitung und Fortentwicklung der Gattung Homo, Sichtweise 1 (Lumper):
eine lange existierende Art mit diversen regionalen Varianten

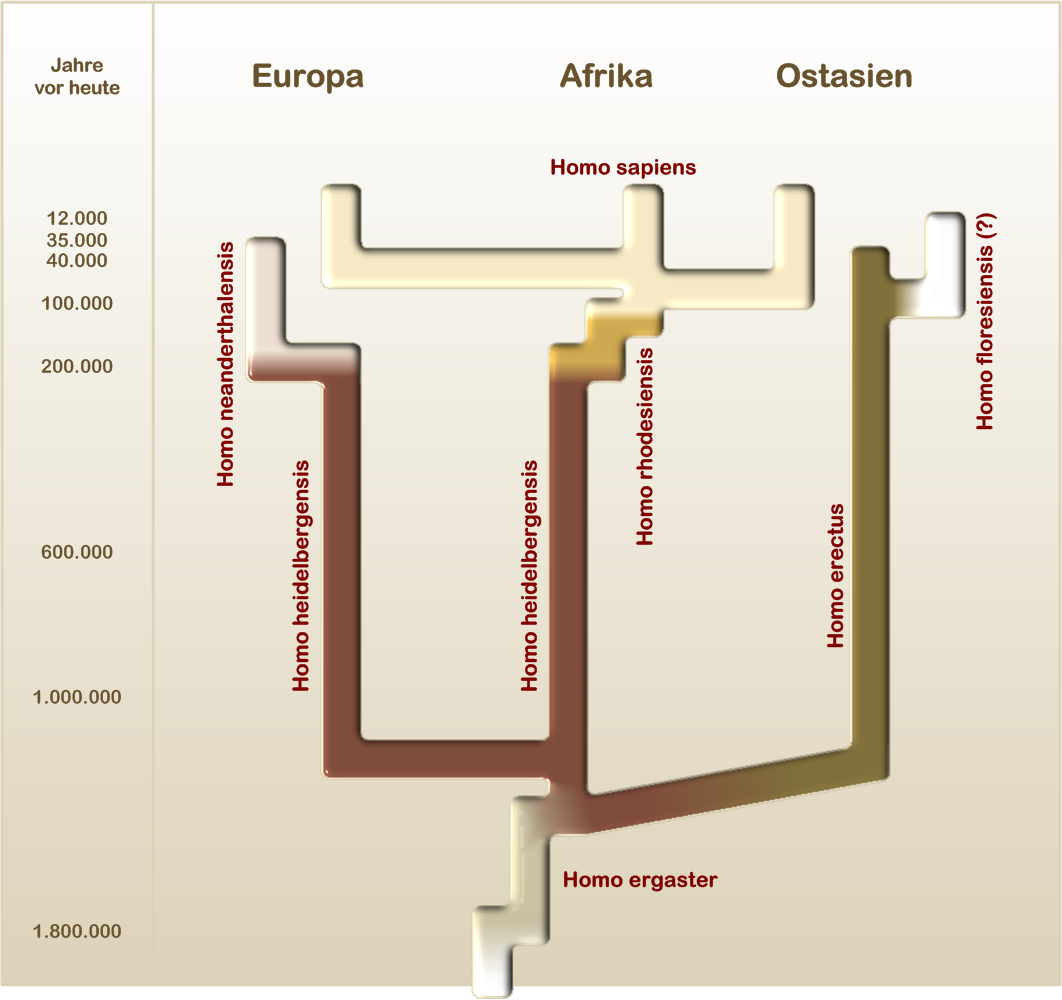
Ausbreitung und Fortentwicklung der Gattung Homo, Sichtweise 2 (Splitter):
regionale und zeitliche Varianten werden als eigenständige Chronospezies etabliert

Lumper und Splitter sind zwei Bezeichnungen für die Vertreter gegensätzlicher Vorgehensweisen bei der Klassifizierung von Einzelfällen, die nach streng definierten Kategorien zugeordnet werden müssen. Lumper gehen davon aus, dass die Unterschiede zwischen den zu klassifizierenden Entitäten nicht so groß und nicht so bedeutsam sind wie die Gemeinsamkeiten und dulden daher eine relativ große Variationsbreite. Splitter hingegen legen enge Definitionen für ihre Kategorien fest und erstellen neue, zusätzliche Kategorien, wenn Einzelfälle den vorhandenen Definitionen nicht genügen.
Lumper und Splitter sind aus zahlreichen Fachgebieten bekannt (siehe beispielsweise Amerindische Sprachen), sie werden häufig auch im Deutschen – mangels einer deutschsprachigen Entsprechung – mit diesen Bezeichnungen benannt.

## Wortherkünfte
Lumper ist abgeleitet vom englischen Verb to lump ‚zusammenlegen‘, ‚in einen Topf werfen‘, Splitter ist abgeleitet vom englischen Verb to split ‚etwas unterteilen‘, ‚aufspalten‘. Die heutige Verwendung des Gegensatzpaars Lumper / Splitter geht zurück auf eine Veröffentlichung des US-amerikanischen Humangenetikers Victor Almon McKusick aus dem Jahr 1969.

## Paläoanthropologie
In der Paläoanthropologie bezeichnet Lumper oder Splitter Forscher mit gegensätzlichen Vorgehensweisen beim Aufstellen von Hypothesen über das Entstehen der Arten. Als Lumper werden jene Forscher bezeichnet, die den von ihnen definierten Chronospezies eine erdgeschichtlich lange Existenz zuschreiben und daher nur wenige Chronospezies definieren. Als Splitter werden jene Forscher bezeichnet, die eine Vielzahl aufeinander folgender Chronospezies definieren, welche folglich jeweils nur eine erdgeschichtlich kurze Zeitspanne existiert haben.
Beispielhaft für die Folgen der beiden unterschiedlichen Vorgehensweisen sind die zahlreichen, voneinander abweichenden Bezeichnungen für Fossilien der Gattung Homo aus der Epoche von vor rund zwei Millionen Jahren bis vor rund 150.000 Jahren. So werden bestimmte, in Spanien geborgene Fossilien – je nach Sichtweise der Forscher – zu Homo erectus gestellt (Lumper), zu Homo heidelbergensis oder zu Homo antecessor (Splitter). Andere Fossilien werden teils als archaischer Homo sapiens bezeichnet (Lumper), teils als Homo rhodesiensis (Splitter).
Die unterschiedlichen Sichtweisen von Paläoanthropologen haben ihren Ursprung in den 1940er Jahren, als es üblich wurde, jedes neu entdeckte hominine Fossil mit einem eigenen Art- oder sogar Gattungsnamen zu bezeichnen. Diese „verwirrende Namensvielfalt“ ordnete Ernst Mayr 1950 neu, indem er argumentierte, die Vorfahren des Homo sapiens hätten einen ähnlich variablen Körperbau besessen wie die Jetzt-Menschen und es sei folglich unangebracht, die Unterschiede zwischen einzelnen Fossilien zu betonen. Daher bezeichnete er die ältesten, aus Südafrika stammenden Funde als Homo transvaalensis (heute: Australopithecus africanus); zwischen diese Art und Homo sapiens platzierte er nur eine einzige Art, Homo erectus, in der er Pithecanthropus erectus, Sinanthropus pekinensis und den Unterkiefer von Mauer (den Holotypus von Homo heidelbergensis) zusammenfasste. Seine Festlegungen, die unter anderem eine geradlinige Transformation der älteren Art zur nächst jüngeren unterstellten, wurden jedoch nicht von klaren Beschreibungen der diese drei Arten unterscheidenden Merkmale (Diagnosen) unterfüttert. Deshalb und in dem Maße, in dem sich später die Auffassung durchsetzte, dass es sehr wohl auch ausgestorbene „Seitenäste“ im Stammbaum des Menschen gab, neigten etliche Forscher wieder dazu, die Unterschiede der Fossilien zu betonen und in der Folge die Namensvielfalt erneut zu vergrößern.

## Belege
1. ↑  Victor McKusick: On lumpers and splitters, or the nosology of genetic disease. In: Perspectives in Biology and Medicine. Band 12, 1969, S. 298–312; Volltext.
2. ↑  Jeffrey H. Schwartz, Ian Tattersall: Fossil evidence for the origin of Homo sapiens. In: American Journal of Physical Anthropology. Band 143, Supplement 51 (= Yearbook of Physical Anthropology), 2010, S. 94–121, doi:10.1002/ajpa.21443.
3. ↑  Ernst Mayr: Taxonomic categories in fossil hominids. In: Cold Spring Harbor Symposia on Quantitative Biology 1950. Band 15, 1950, S. 109–118, doi:10.1101/SQB.1950.015.01.013.